# Нехтон I
Нехтон або Нехтан I Великий (*Necton Morbet, Nechtan Celchamoth, д/н — 480) — король піктів у 456—480 роках.

## Життєпис
Походив з династії Ерпидів. Відповідно до церковного переказу, Нехтон був вигнаний з королівства братом Друстом I. Він вирушив до Ірландії до Святої Брігітте, щоб та молилася за нього. У відповідь Бригіта наказала Нехтону повертатися на батьківщину, пообіцявши, що він здобуде королівство піктів без спротиву. Напевне, в Ірландії перейшов до християнства.
У 856 року став королем. Нехтон на 5-й рік свого правління заснував абатство Абернеті, присвятив його Богу і Святий Брігітте і дарував йому земельні угіддя. У церемонії освячення монастиря брала участь Дарлугда, вигнана абатиса Кілдер. Втім, на думку дослідників, якщо розрахувати дати правління Нехтона і порівняти їх з датами життя Святої Бригіти, то вийде анахронізм.
Згідно з іншим церковним переданням, Нехтон I або його син були воскрешені з мертвих святим Бьюітом Монастербойським, за що король подарував святому храм Карбуддо.
Відомо, що саме Нехтон I остаточно об'єднав усіх північних піктів в єдину державу. За це дістав прізвисько Великий. Своєю столицею зробив Дунніхтен (Дун Нехтан, тобто фортеця Нехтона), яка розташовувалася поблизу Форфару. Помер близько 480-482 року. Йому спадкував Друст II.